# یفرس (شهر)
 یفرس  به عربی ( یَفرُس  ) شهریست در جنوب غربی شهر تعز، از توابع استان تَعِز در کشور یمن در شبه جزیره عربستان.
این شهر در فاصلهٔ ۳۰ کیلومتری تعز واقع شده‌است، (جبل جیب ذو) در ضلع شمالی شهر قراردارد، و شهر در پایهٔ همین واقع شده‌است.
جمعیت آن ۱۱٬۳۰۶ نفر است.
مسجدی تاریخی در این شهر وجود دارد که تاریخ بناء آن به ۷۰۰ سال پیش بر می‌گردد. آرامگاه احمد بن علول یکی از صوفی مسلکان مشهور در یمن، در گذشته سال ۶۶۵ هجری در این شهر واقع است.